# Rinus Bennaars
Rinus Bennaars (Bergen op Zoom, 1931. október 14. – Bergen op Zoom, 2021. november 8.) válogatott holland labdarúgó, fedezet, olimpikon.

## Pályafutása

### Klubcsapatban
1951 és 1958 között a DOSKO, 1958–59-ben a NOAD, 1959 és 1964 között a Feyenoord, 1964 és 1966 között a DFC labdarúgója volt. A Feyenoorddal két bajnoki címet szerzett.

### A válogatottban
1951 és 1963 között 15 alkalommal szerepelt a holland válogatottban és két gólt szerzett. Tagja volt az 1952-es helsinki olimpián részt vevő csapatnak, amely a turkui selejtező-mérkőzésen 5–1-es vereséget szenvedett a brazil válogatott csapattól.

## Sikerei, díjai
Feyenoord
- Holland bajnokság
  - bajnok (2): 1960–61, 1961–62